# Haus C. F. Hauth

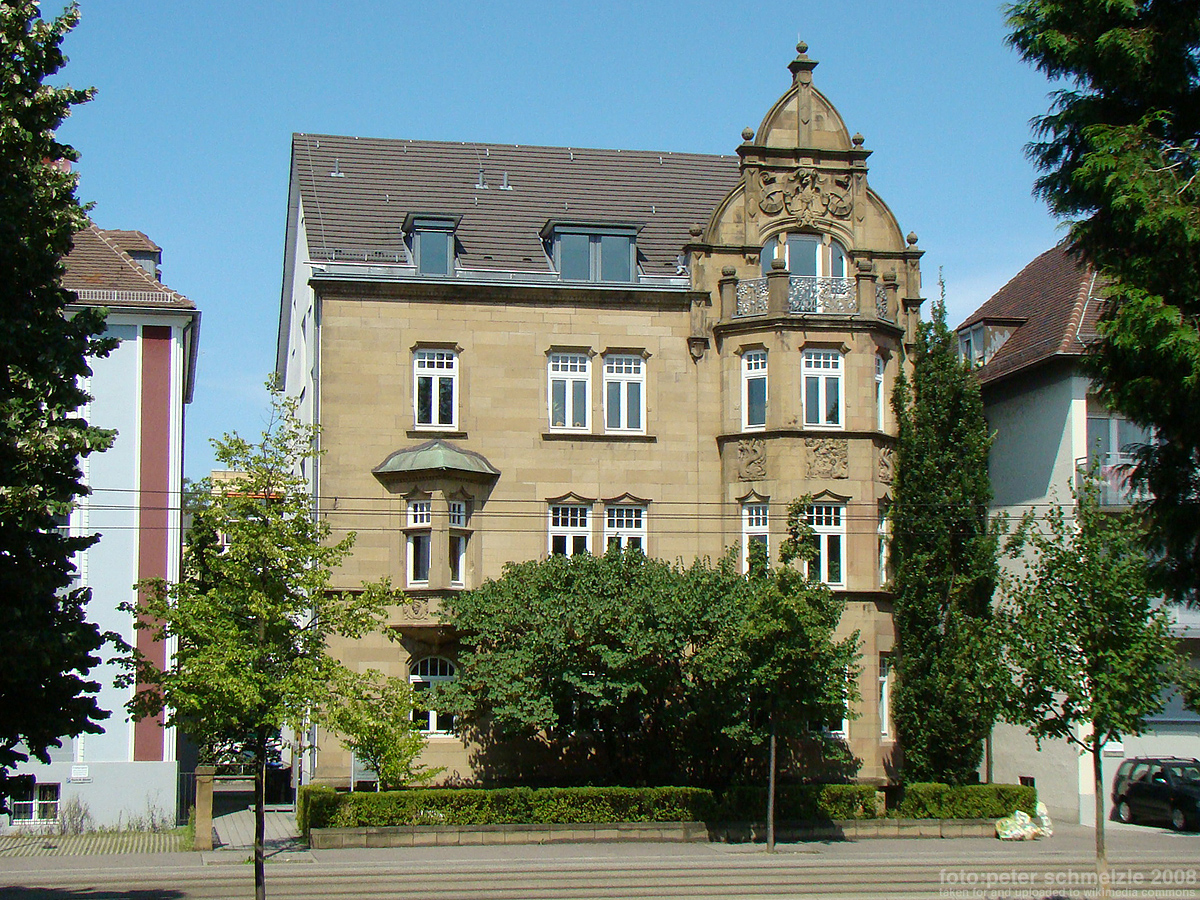
Haus C.F. Hauth in der Moltkestraße in Heilbronn

Das Haus C. F. Hauth ist ein 1902 errichtetes Gebäude in Heilbronn, dessen Werkstein-Fassade unter Denkmalschutz steht. Das Gebäude an der Moltkestraße 35 wurde bei den Luftangriffen auf Heilbronn schwer beschädigt und 1947 verändert wiederaufgebaut.

## Beschreibung
Das Haus wurde nach Plänen des Heilbronner Architekten Weßecker für den Privatier C. F. Hauth im Stil des Späthistorismus östlich der Heilbronner Innenstadt am Friedensplatz gegenüber der drei Jahre zuvor errichteten Friedenskirche gebaut. Die Reliefbilder an den Erkern und am Zwerchgiebel nehmen mit Reichsadler, traubenlesenden Putti und Fischen Bezug auf Heilbronn und seine Blütezeit im 16. Jahrhundert.

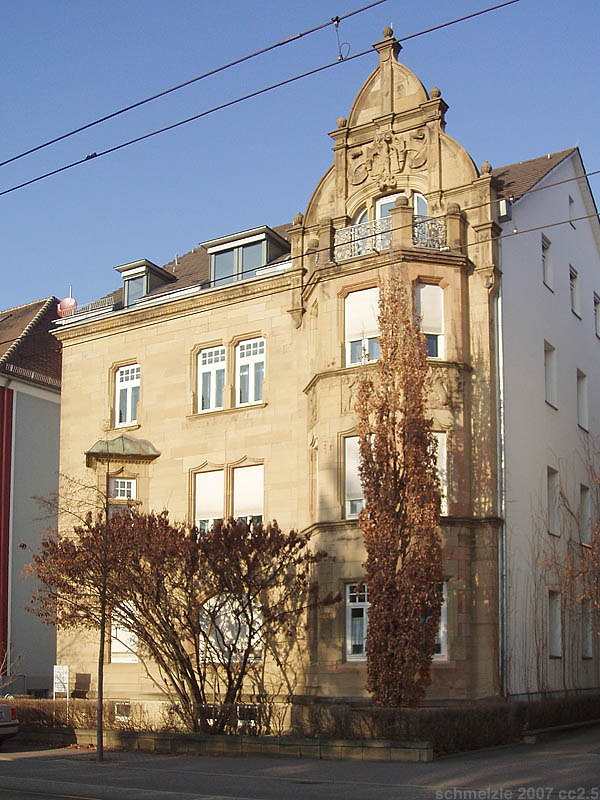
Haus C. F. Hauth in Heilbronn
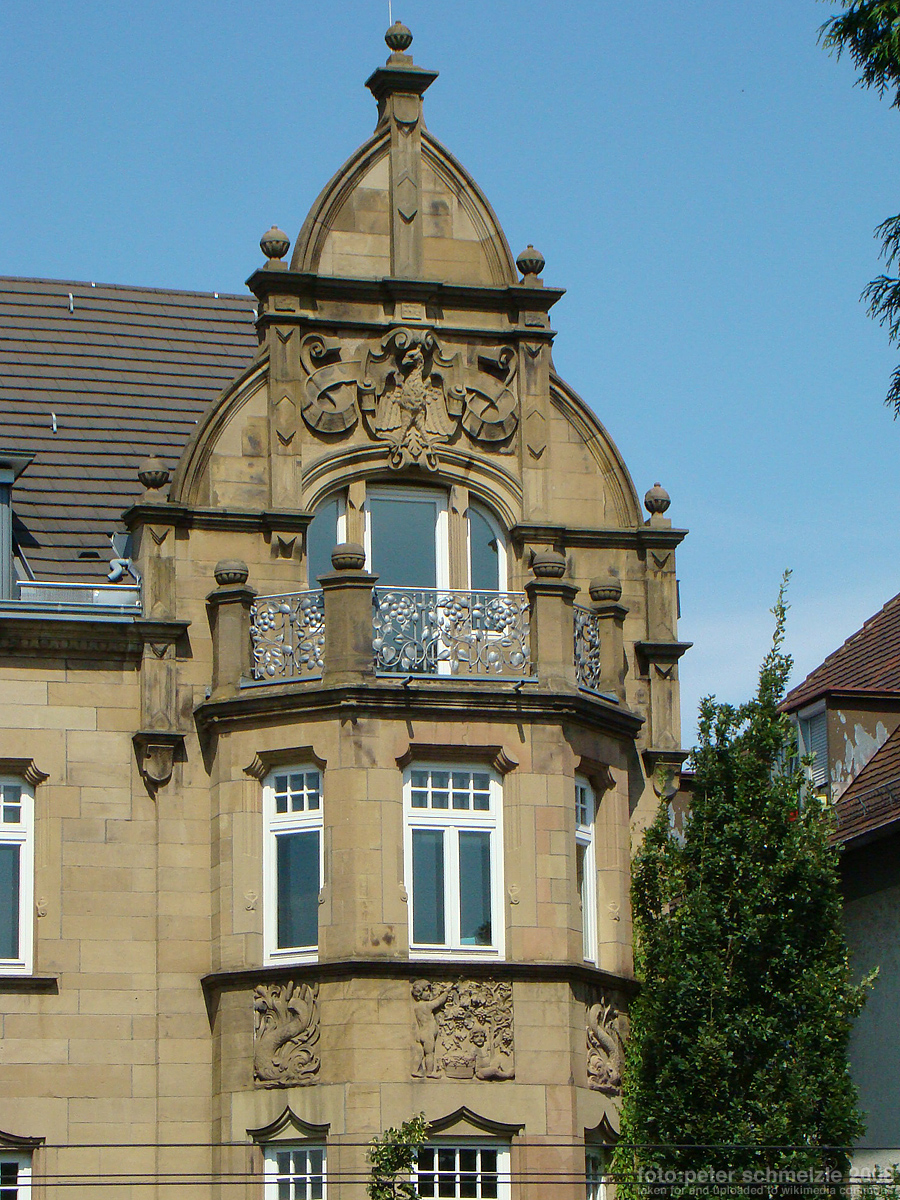
Schmuckvoller Zwerchgiebel

## Geschichte
1950 gehörte das Gebäude dem Fotohändler Emil Bär und der Studiendirektorin Hedwig Prückner, 1961 wird als Besitzer nur noch Bär genannt.